# Ісмаель Дунга
Ісмаель Салім Дунга (англ. Ismael Salim Dunga; нар. 24 лютого 1993, Кенія) — кенійський футболіст, нападник албанського клубу «Тирана».

## Життєпис
Футбольну кар'єру розпочав 2011 року в нижчоліговому клубу «Конго Юнайтед». З 2012 по 2016 рік грав за кенійські клуби «СоНі Шугер», «Таскер» та «Накуматт». У 2016 році перебрався до Греції, де уклав договір з «Ахарнікосом». У футболці нового клубу дебютував 30 жовтня того ж року в переможному (3:0) домашньому поєдинку 1-о туру Футбольної ліги проти «Каллоні». Ісмаель вийшов на поле в стартовому складі, на 56-й хвилині відзначився дебютним голом за клуб, а на 74-й хвилині його замінив Христос Циорас. У грецькому чемпіонаті зіграв 7 матчів, в яких відзначився 3-а голами.
У 2017 році перебрався в Марокко, де виступав у складі клубу «Раджа Мені Беллал» в другому дивізіоні національного чемпіонату. Того ж року переїхав у Замбію, де грав за «Сіті оф Лусака» та «НАПСА Старз».
17 серпня 2018 року приєднався до албанського клубу «Люфтерарі». У складі нової команди дебютував 16 вересня 2018 року в програному (1:3) виїзному поєдинку 4-о туру албанської Суперліги проти «Тирани». Дунга вийшов на поле на 64-й хвилині, замінивши Владана Милославлєвича. Дебютним голом у складі «Люфтерарі» відзначився 26 вересня 2018 року на 53-й хвилині переможного (1:0) домашнього поєдинку кубку Албанії проти «Вори». Ісмаель вийшов на поле в стартовому складі, а на 58-й хвилині його замінив Тома Зої. Дебютним голом у Суперлізі відзначився 11 листопада 2018 року на 88-й хвилині переможного (2:1) домашнього поєдинку 13-о туру проти «Тирани». Дунга вийшов на поле на 65-й хвилині, замінивши Едуарта Рроку. У сезоні 2018/19 років у Суперлізі Албанії зіграв 24 матчі (7 голів), ще 5 матчів (3 голи) провів у національному кубку.
Напередодні старту сезону 2019/20 років прийняв запрошення «Тирани». Дебютував у футболці столичного клубу 24 серпня 2019 року в переможному (3:0) домашньому поєдинку 1-о туру Суперліги проти «Люфтерарі». Ісмаель вийшов на поле в стартовому складі та відіграв увесь матч, а на 30-й хвилині відзначився дебютним голом за нову команду.

## Статистика виступів

### Клубна
Станом на 8 грудня 2018.
| Клуб              | Сезон             | Ліга              | Ліга  | Ліга | Кубок | Кубок | Конт. турніри | Конт. турніри | Інші  | Інші | Загалом | Загалом |
| Клуб              | Сезон             | Дивізіон          | Матчі | Голи | Матчі | Голи  | Матчі         | Голи          | Матчі | Голи | Матчі   | Голи    |
| ----------------- | ----------------- | ----------------- | ----- | ---- | ----- | ----- | ------------- | ------------- | ----- | ---- | ------- | ------- |
| «Ахарнікос»       | 2016–17           | Футбольна ліга    | 7     | 3    | 0     | 0     | –             | –             | 0     | 0    | 7       | 3       |
| «Люфтерарі»       | 2018–19           | Суперліга Албанії | 8     | 1    | 1     | 1     | –             | –             | 0     | 0    | 9       | 2       |
| Усього за кар'єру | Усього за кар'єру | Усього за кар'єру | 13    | 4    | 1     | 1     | 0             | 0             | 0     | 0    | 14      | 5       |

Примітки
1. ↑  Матчі в кубку Албанії

## Титули і досягнення
- Чемпіон Албанії (1):

«Тирана»: 2019–20